# Deinbollia laurentii
Deinbollia laurentii là một loài thực vật có hoa trong họ Bồ hòn. Loài này được De Wild. mô tả khoa học đầu tiên năm 1905.